# Accord de performance collective
Pour les articles homonymes, voir Apc.
En droit du travail français, accord de performance collective est un dispositif mis en place par la réforme du code du travail français en 2017. Le dispositif remplace l'accord de maintien dans l'emploi. 
Le dispositif est mis en lumière après le Grand Confinement de 2020 quand plusieurs entreprises dont le journal L'Équipe envisagent d'y avoir recours.
Selon le rapport intermédiaire du Comité d’Évaluation des Ordonnances paru en juillet 2020, 371 accords de performance collective (APC) ont été conclus dans des secteurs très variés. Les auteurs du rapport ont constaté que la plasturgie est le secteur le plus actif compte tenu du nombre d’entreprises et de salariés concernés.
Le 7 septembre 2020, le syndicat patronal de la plasturgie  a publié un livre blanc sur les accords de performance collective,.